# Празька декларація Європейських консерваторів і реформістів
Празька декларація Європейських консерваторів і реформістів — документ, що містить основоположні принципи Європейських консерваторів і реформістів.
Документ був підписаний 2009 року в Празі представниками Консервативною партією Великої Британії, Чеською Громадянською демократичною партією, польською Право і Справедливість та іншими партіями, що входять до AECR.
В декларації говориться, що усвідомлюючи потребу реформування ЄС на основі єврореалізму, відкритості, підзвітності та демократії, коли поважають суверенітет наших народів і концентрується на відновленні економіки, зростанні й конкурентоспроможності, Європейські консерватори й реформісти виступають за:
- вільне підприємництво, вільну й чесну торгівлю і конкуренцію, мінімальне регулювання, зниження оподаткування й мінімалізацію державного втручання як кінцеві чинники для індивідуальної свободи, особистого і національного розквіту.
- за свободу особистості, більшу особисту відповідальність і більшу демократичну підзвітність.
- сталі, екологічно чисті джерела енергії з акцентом на енергетичну безпеку.
- важливість сім'ї як основи суспільства.
- суверенну інтеграція національних держав, опозицію до федералізації ЄС й посилену повагу до істинної субсидіарності.
- першочергове значення для європейської безпеки є співпраця з НАТО, а також підтримка молодих демократій по всій Європі.
- ефективний контроль над міграцією та припинення зловживання процедурами надання притулку.
- чутливість до потреб сільських і міських громад.
- за припинення надмірної бюрократії та є прихильниками більшої прозорості й непідкупності в установах ЄС та ефективне використання фондів ЄС.
- повагу і справедливе ставлення для всіх країн ЄС, нових і старих, великих і маленьких.